# کارابانتس
کارابانتس (به اسپانیایی: Carabantes) یک دهستان در اسپانیا است که در سریا واقع شده‌است.

## خصوصیات
کارابانتس ۱۶ کیلومترمربع مساحت و ۳۳ نفر جمعیت دارد.